# Parapylocheles scorpio
Parapylocheles scorpio är en kräftdjursart. Parapylocheles scorpio ingår i släktet Parapylocheles och familjen Pylochelidae. Inga underarter finns listade i Catalogue of Life.